# Åke Nordin (företagare)
Åke Nordin, född 17 mars 1936 i Örnsköldsvik, död 27 december 2013, var en svensk företagsledare, grundare av Fjällräven.
Nordin växte upp i Örnsköldsvik där fadern var frukthandlare liksom farfadern. Han gjorde värnplikten vid fallskärmsjägarskolan i Karlsborg 1956–1957. Han var gift med Elisabeth och hade fyra barn. Åke Nordin grundade Fjällräven 1960 i en källarlokal i Örnsköldsvik. Han inledde sin karriär genom att konstruera en egen ryggsäck med ram. När företaget växte kunde Nordin sluta sina tillfälliga arbeten som skidlärare, sopåkare, gymnastiklärare och ramsnickare. Han var också engagerad som brandman även efter grundandet av företaget. Nordin utvecklade även världens första kondensfria lättviktstält. Han lämnade under några år på 1980-talet ledningen av Fjällräven då han engagerade sig i det på Londonbörsen noterade bolaget Campari International PLC som verkade inom skidmode. Han bodde då utanför London men återkom sedan till bolaget i början på 90-talet.
Nordin var även under många år aktiv havskappseglare, även detta med en viss framgång; en vinst i Gotland Runt, ett lag-VM i halvton klassen samt många andra tävlingar i Sverige och internationellt. Han hade även ett aktivt intresse för flygning, vilket med tiden utvecklade sig från segelflygning vidare till certifikat för att flyga både flygplan och helikopter.
Han var koncernchef för Fenix Outdoor. Sonen Martin Nordin är sedan 2007 chef för Fenix Outdoor.
Han var även engagerad i Modo Hockey. Nordin ägde under en period en anläggning vid Riksgränsen.